# Valerianella uncinata
Valerianella uncinata är en kaprifolväxtart som först beskrevs av Friedrich August Marschall von Bieberstein, och fick sitt nu gällande namn av Dufresne. Valerianella uncinata ingår i släktet klynnen, och familjen kaprifolväxter. Inga underarter finns listade i Catalogue of Life.